# Weta
Weta är en benämning på ett antal arter av stora långhornsrätvingar inom familjerna Anostostomatidae och grottvårtbitare (Rhaphidophoridae), endemiska för Nya Zeeland. Här finns några av de största insekterna i världen, särskilt arterna i släktet Deinacrida som går under beteckningen jättewetor. De har en kroppslängd på 6–10 centimeter, mätt från huvudet till bakkroppsspetsen, det vill säga borträknat antenner och ben. Jättewetor tillhör också de tyngsta insekterna, och man har hittat en hona av arten Deinacrida heteracantha som vägde 71 gram; dock bar denna hona på ägg.

## Namngivning
Ursprunget till namnet weta på dessa insekter är maoriernas ord för jättewetan Deinacrida heteracantha, "wetapunga". Denna fanns på Nordön före människans introduktion av möss och råttor och andra "importerade" predatorer. Numera hotas den av utrotning och finns främst kvar på Little Barrier Island.
Européerna kom att använda weta som vardagligt namn på dessa insekter. Man gav även ett släkte i familjen Rhaphidophoridae, endemiskt för Nya Zeeland, det vetenskapliga namnet Weta.

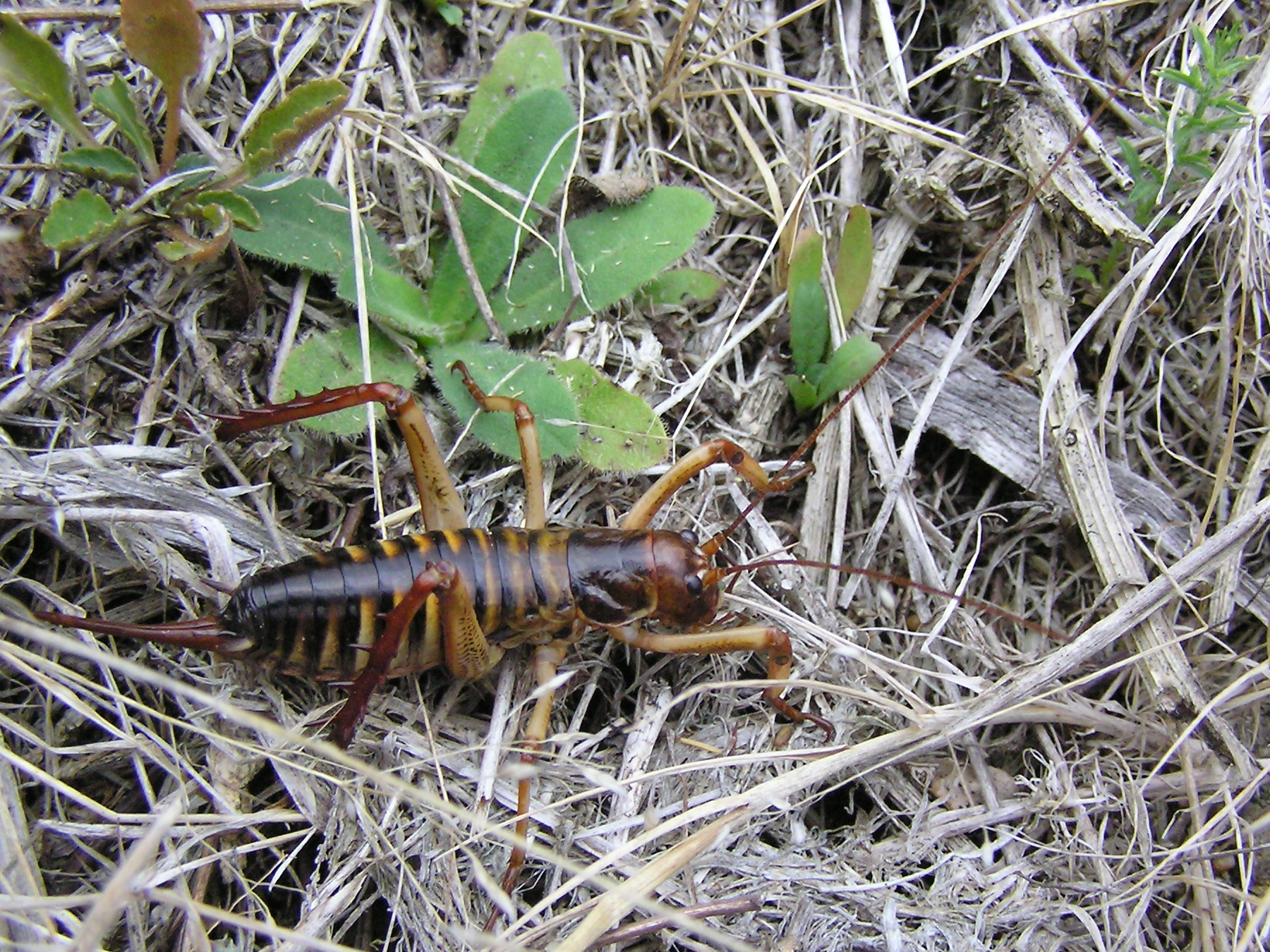
Hemideina crassidens.

Maorierna på Sydöns västkust kallade wetorna Hemideina broughi och Hemideina crassidens för "taipo", ett namn som betyder "djävulen som kommer om natten".
Wetorna i släktet Hemideina är idag kända som "tree weta". De hör till samma familj, Anostostomatidae, som jättewetorna. Även wetorna i släktet Hemiandrus och Motuweta hör till familjen Anostostomatidae, liksom arten Anisoura nicobarica. Den sistnämnda och de två arterna i släktet Motuweta är kända som "tusked weta". Arterna i släktet Hemiandrus kallas generellt "ground weta". De arter av wetor som tillhör familjen Rhaphidophoridae kallas för "cave weta", grottwetor.

## Beskrivning
Wetor har anpassats till att leva i varierande habitat och fylla olika ekologiska nisher. De är vanligen nattaktiva och gömmer sig under dagen i hålor, ruttnade och ihåliga trädstammar eller tät vegetation. De har ofta ett ganska långsamt beteende, speciellt de största arterna som sällan hoppar utan vanligen kryper fram. Födan består vanligen av vegetabilier, men kan även inkludera andra insekter.
På grund av introducerade predatorer och habitatförlust har flera arter av wetor blivit sällsynta och deras överlevnad hotad; särskilt gäller detta jättewetorna. Man försöker att skydda insektsgruppen genom bevarandeprogram.